# Moitessieria corsica
Moitessieria corsica é uma espécie de gastrópode da família Hydrobiidae.
É endémica da França.